# Beuron
Beuron est une commune allemande du Land de Bade-Wurtemberg, connue pour son abbaye bénédictine, l'abbaye Saint-Martin (Abtei St. Martin zu Beuron) fondée en 1863, qui publie le mensuel Erbe und Auftrag et qui est l'abbaye-mère de la congrégation de Beuron.

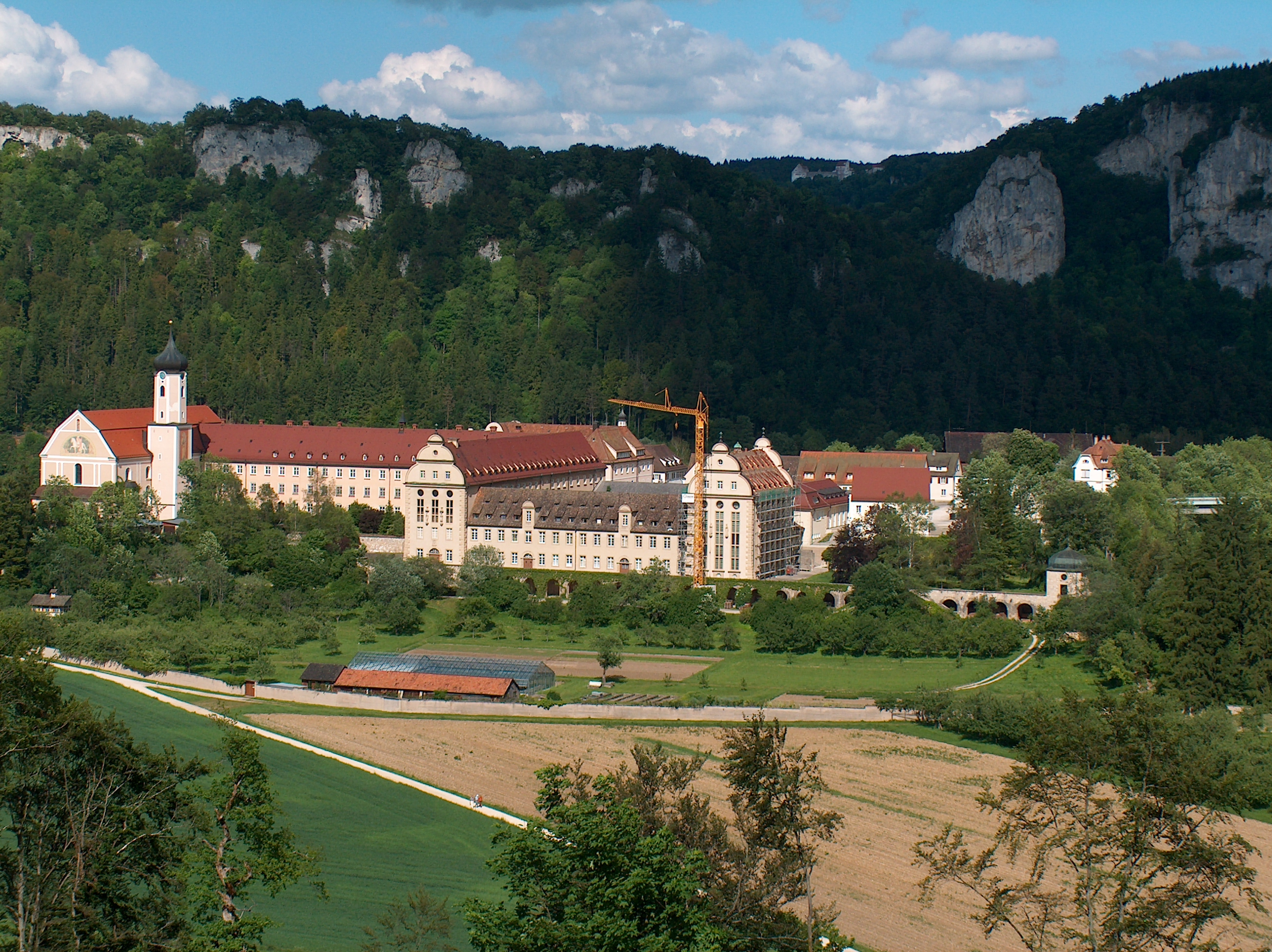
L'abbaye de Beuron

Les communes voisines sont (dans l'ordre croissant): Irndorf, Bärenthal, Leibertingen, Buchheim, Fridingen an der Donau, Schwenningen, Renquishausen, Kolbingen, Mühlheim an der Donau, Königsheim et Neuhausen ob Eck.

## Culture et point d'intérêt

Panorama de Knopfmacherfelsen à Beuron dans le Naturpark Obere Donau. Février 2022.

## Personnalités liées à la ville
- Johann Matthias Watterich (1826-1904), théologien mort à l'abbaye de Beuron.
- Marie Bernays (1883-1939), femme politique et militante féministe, vit à l'abbaye de Beuron et s'y convertit au catholicisme